# Pitane (Laconie)
Pour les articles homonymes, voir Pitane (homonymie).
Pitane (en grec ancien : Πιτάνη ), ou Pitana (Πιτάνα), était une colonie grecque qui existait avant la conquête dorienne. Elle était unie à trois autres colonies de ce type (Mesoa (en), Limnae (en) et Cynosura (en)) par un sacrifice commun à Artémis, et a finalement fusionné avec celles-ci pour former l'ancienne Sparte.

## Mentions
Pitane est appelée polis par Euripide et est également mentionnée comme un lieu par Pindare. Hérodote, qui l'avait visité, l'appelle un dème. Il mentionne également une Compagnie Pitanatis (λόχος Πιτανάτης). Enfin Caracalla, en imitation de l'antiquité, créa à son tour une Compagnie Pitanatis (λόχος Πιτανάτης) composée de Spartiates.
Pitane était également la patrie des Agiades, l'une des deux dynasties spartiates.

## Localisation
Sa localisation exacte est inconnue. Pitane est ou était situé en Laconie (également appelée Lacédémone). Il ressort du passage de Pindare, que Pitane se situait au gué de l'Eurotas, et par conséquent dans la partie nord de la ville. C'était le lieu de résidence préféré et à la mode à Sparte, comme Collytos dans l'Athènes antique et Craneion à Corinthe. On nous dit aussi que Pitane était près du temple et de la forteresse d'Issorium (en).

## Mythologie
Dans la mythologie grecque, Pitane était la naïade-nymphe de la source, du puits ou de la fontaine de la colonie de Pitane et donna son nom à celle-ci. Fille du dieu fleuve Eurotas (ce qui en fait la sœur de Sparta), elle fut aimée de Poséidon de qui elle eut une fille, Évadné.